# Campeonato Mundial Feminino de Xadrez de 1986
O Campeonato Mundial Feminino de Xadrez  de 1986 foi a 21ª edição da competição sendo disputada em um match entre a então campeã Maia Chiburdanidze e a desafiante Elena Donaldson Akhmilovskaya. A disputa foi realizada em Sófia na Bulgária e Maia Chiburnanidze manteve o título de campeã mundial.
| Nome          | 01 | 02 | 03 | 04 | 05 | 06 | 07 | 08 | 09 | 10 | 11 | 12 | 13 | 14 | Total |
| Chiburdanidze | 1  | =  | =  | =  | 1  | =  | 1  | 1  | 0  | =  | =  | =  | =  | =  | 8.5   |
| Akhmilovskaya | 0  | =  | =  | =  | 0  | =  | 0  | 0  | 1  | =  | =  | =  | =  | =  | 5.5   |